# Lingua tagica
La lingua tagica o tagico (nome nativo: забони тоҷикӣ, zaboni tojikī AFI: [tɔːʤɪˈkiː]; in alfabeto persiano زبان تاجیکی) è una lingua iranica parlata in Asia centrale. Dal punto di vista linguistico è ampiamente simile al farsi parlato in Iran e in Afghanistan.

## Distribuzione geografica
Il numero di parlanti il tagico come lingua madre ammonta - se si considerano anche i parlanti persiani dell'Afghanistan - a circa 10 milioni. Tra questi oltre 4 milioni e 119 000 si trovano sul territorio della CSI. Solo in Tagikistan appena 3 milioni e 300 000 persone parlano questa lingua, in Uzbekistan circa 933 000 e in Afghanistan circa 5 milioni e 800 000 persone (tra cui 1,3 milioni di Hazara). In Kirghizistan oltre 33.000 persone e in Kazakistan oltre 25 000 si riconoscono nella lingua tagica. In Cina vivono nelle zone di confine occidentali ancora circa 26 000 tagichi. 

### Lingua ufficiale
Il tagico è lingua ufficiale del Tagikistan.

### Dialetti e lingue derivate
Il tagico si suddivide in diversi dialetti. Dagli anni venti il tagico si è distaccato sempre più dal persiano dell'Iran. La moderna lingua scritta tagica si distingue soprattutto per i prestiti lessicali dal russo e dalla lingua scritta dell'Iran o dell'Afghanistan (Dari).
I dialetti si distinguono oggi nella pronuncia e nel ritmo della lingua parlata, ma anche chiaramente nella grammatica dei dialetti del persiano in Iran o Afghanistan, subendo anche l'influenza dell'uzbeco e del turkmeno.
Nell'attuale situazione linguistica si deve soprattutto distinguere tra la lingua tagica standard del Tagikistan e di tutti i Paesi dell'ex Unione Sovietica da un lato e le forme linguistiche dell'Afghanistan e dell'Iran dall'altro. La definizione linguistica "tagico" è usuale solo per il primo gruppo, anche se in Afghanistan il gruppo etnico che parla tale lingua è individuato come "tagico", malgrado la lingua sia definita genericamente "persiana" o "dari".

## Sistema di scrittura
La lingua standard tagica usata in Tagikistan e nei paesi confinanti dell'ex Unione Sovietica è per la stragrande maggioranza identica alla lingua persiana per quanto riguarda il sistema linguistico, ma al contrario di questa non utilizza l'alfabeto persiano come in Iran o in Afghanistan, bensì quello cirillico.
Fino agli anni venti il persiano fu usato anche nei paesi dell'Impero Russo o dell'Unione Sovietica e scritto con i caratteri persiani. La forma linguistica usata nella regione si differenziava soltanto in alcuni punti del vocabolario, della sintassi e della pronuncia delle vocali, non esaurientemente rese nella scrittura persiana degli altri paesi di lingua persiana.
Dal 1º gennaio 1929 fu introdotto, anche per la lingua tagica, l'alfabeto unitario basato su quello latino.
Nell'inverno del 1939 venne poi introdotto anche per il tagico un alfabeto cirillico modificato, al posto di quello latino.
Dopo il crollo dell'Unione Sovietica la scrittura persiana in Tagikistan ha trovato nuovamente sempre maggior applicazione. I progetti presi nel frattempo in considerazione all'inizio degli anni novanta per la sostituzione della scrittura cirillica con quella persiana non si sono tuttavia realizzati, anche se quest'ultima viene molto più utilizzata di quella cirillica. La scrittura persiana viene vista come parte del proprio patrimonio culturale e mezzo di conoscenza delle tradizioni culturali, mentre nella lingua amministrativa e nella lingua comune viene ampiamente utilizzato l'alfabeto cirillico.